# Polychrus peruvianus
Polychrus peruvianus là một loài thằn lằn trong họ Polychrotidae. Loài này được Noble mô tả khoa học đầu tiên năm 1924.